# Metaparagia doddi
Metaparagia doddi är en stekelart som beskrevs av Meade-waldo 1911. Metaparagia doddi ingår i släktet Metaparagia och familjen Masaridae. Inga underarter finns listade i Catalogue of Life.